# Pavillon de Chartres

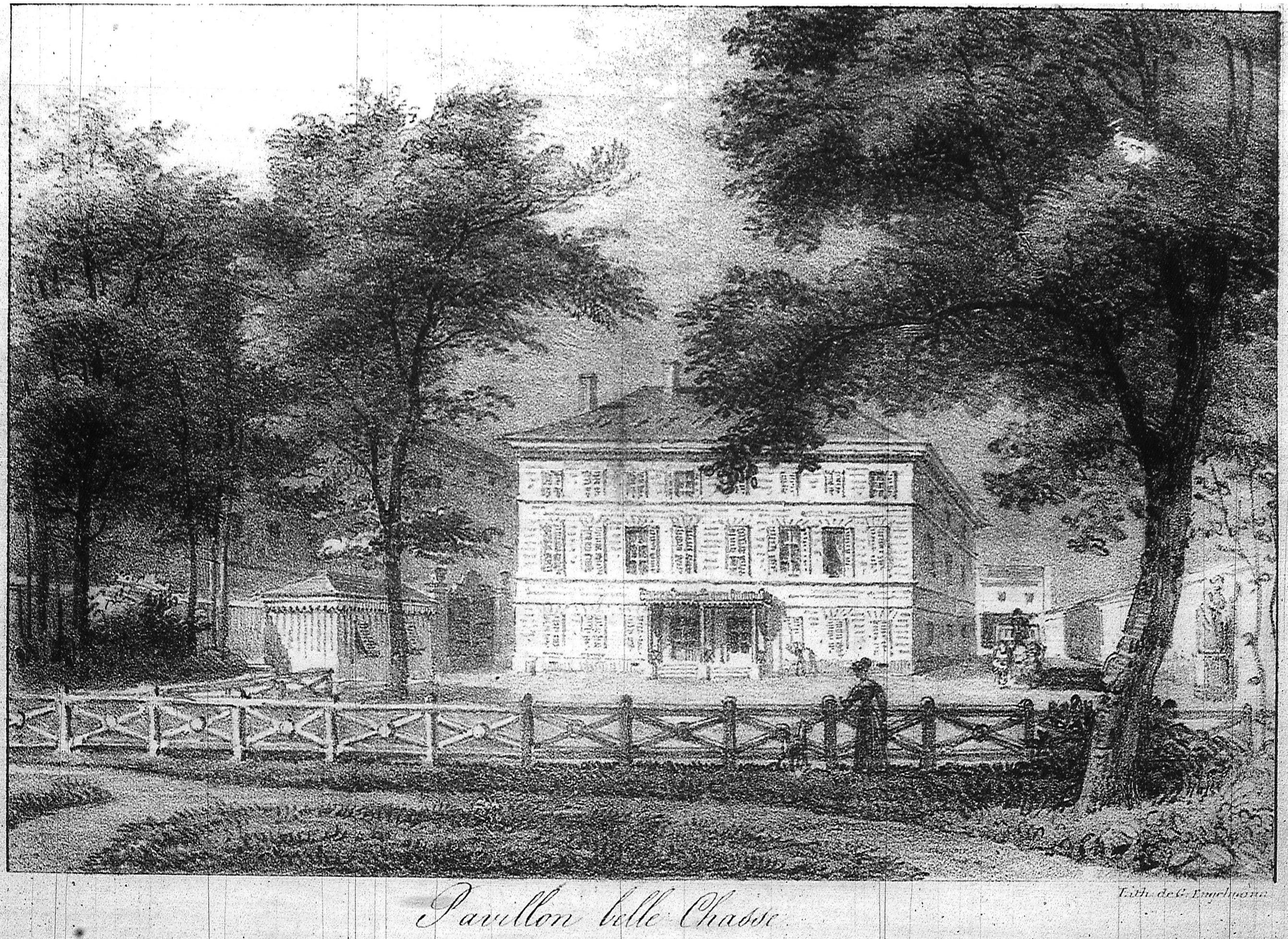
Le Pavillon de Bellechasse.

Le Pavillon de Chartres, dit aussi Pavillon de Bellechasse, est un bâtiment construit sur l'ordre de Louis Philippe d'Orléans (1747-1793), alors duc de Chartres, et de la duchesse, née Louise Marie Adélaïde de Bourbon, pour servir à l'éducation de leurs enfants et au logement de leur gouvernante, Madame de Genlis.
Lorsque la duchesse de Chartres donna naissance à des jumelles, en août 1777, il fut convenu que, dès qu'elles quitteraient le berceau, Madame de Genlis s'installerait avec elles dans un couvent pour s'occuper de leur éducation. La duchesse de Chartres choisit le couvent des dames chanoinesses du Saint-Sépulcre, congrégation de sœurs augustines établie en 1635 au Faubourg Saint-Germain, rue Saint-Dominique, en face de la rue de Bellechasse.
Par contrat conclu le 23 mars 1778, les religieuses cédaient au duc de Chartres un terrain situé à l'emplacement de l'actuel no 11 bis rue Saint-Dominique, pour y faire construire un pavillon à deux étages entouré d'un jardin. Le bâtiment devait servir à l'éducation des princesses d'Orléans et reviendrait en toute propriété au couvent, dans l'enceinte duquel il se situerait, une fois celle-ci terminée. Le duc n'avait pas de loyer à verser mais dédommagerait le couvent de la perte du logement situé sur le terrain, à hauteur de 400 livres par an.
Le bâtiment fut construit en 1778 dans le style néo-classique par l'architecte Bernard Poyet.